# John Kerr (Eiskunstläufer)
John Alastair Kerr (* 2. Juni 1980 in Broxburn, Schottland, Vereinigtes Königreich) ist ein ehemaliger britischer Eistänzer.
Kerr begann im Alter von neun Jahren mit dem Eiskunstlaufen. Später wechselte er zum Eistanzen. Seine erste Tanzpartnerin war Anna Syrett. Seit dem Jahr 2000 läuft er gemeinsam mit seiner Schwester Sinead. Das Paar wird seit 2006 von Jewgeni Platow trainiert, zuvor war ihre Trainerin Joan Slater. Sie leben in Edinburgh sowie die meiste Zeit des Jahres in Little Falls, New Jersey, USA.
Die Saison 2010/11 war die letzte Wettbewerbssaison für das Geschwisterpaar. Durch eine Schulterverletzung Sineads waren sie bereits bei der Weltmeisterschaft 2011 in Moskau verhindert.

## Programme
| Saison    | Originaltanz                         | Kür                    | Schaulauf                                          |
| --------- | ------------------------------------ | ---------------------- | -------------------------------------------------- |
| 2009–2010 | I’ve Been Everywhere von Johnny Cash | Krwlng von Linkin Park | Exogenesis: Symphony: Part 3 (Redemption) von Muse |

## Erfolge
| Wettbewerb/Wintersaison   | 00-01 | 01-02 | 02-03 | 03-04 | 04-05 | 05-06 | 06-07 | 07-08 | 08-09 | 09-10 | 10-11 |
| ------------------------- | ----- | ----- | ----- | ----- | ----- | ----- | ----- | ----- | ----- | ----- | ----- |
| Olympische Winterspiele   | -     | -     | -     | -     | -     | 10.   | -     | -     | -     | 8.    | -     |
| Weltmeisterschaften       | -     | -     | -     | 14.   | 12.   | 11.   | 11.   | 8.    | 7.    | 5.    | -     |
| Europameisterschaften     | -     | -     | -     | 10.   | 8.    | 8.    | 5.    | 6.    | 3.    | 5.    | 3.    |
| Britische Meisterschaften | 2.    | 3.    | 2.    | 1.    | 1.    | 1.    | 1.    | 1.    | 1.    | 1.    | -     |
| Grand-Prix-Finale         | -     | -     | -     | -     | -     | -     | -     | -     | -     | 4.    | -     |
| Skate America             | -     | -     | -     | -     | 5.    | -     | 5.    | -     | 3.    | -     | -     |
| Skate Canada              | -     | -     | -     | -     | -     | 7.    | -     | -     | -     | -     | 2.    |
| Cup of Russia             | -     | -     | -     | 9.    | 5.    | -     | 4.    | -     | -     | -     | -     |
| Cup of China              | -     | -     | -     | -     | -     | -     | -     | 5.    | -     | -     | -     |
| NHK Trophy                | -     | -     | -     | -     | -     | -     | -     | 4.    | -     | 2.    | -     |
| Trophée Eric Bompard      | -     | -     | -     | -     | -     | -     | -     | -     | 3.    | 3.    | -     |